# Romanovo-Hutir, Illinți
Romanovo-Hutir (în ucraineană Романово-Хутір) este un sat în comuna Illinețke din raionul Illinți, regiunea Vinnița, Ucraina.

## Demografie
Componența lingvistică a localității Romanovo-Hutir
     Ucraineană (98,43%)
     Rusă (1,04%)
     Alte limbi (0,26%)
Conform recensământului din 2001, majoritatea populației localității Romanovo-Hutir era vorbitoare de ucraineană (98,43%), existând în minoritate și vorbitori de rusă (1,04%).